# Leon der Mathematiker
Leon der Mathematiker war ein bedeutender byzantinischer Gelehrter, Mathematiker und Philosoph des 9. Jahrhunderts. Er spielte eine nicht unbedeutende Rolle bei der verstärkten Beschäftigung mit griechischem Wissen in Byzanz im Rahmen der sogenannten makedonischen Renaissance.
Leon wurde im letzten Jahrzehnt des 8. Jahrhunderts geboren und gehörte einer bekannten byzantinischen Familie an. Er erhielt in Konstantinopel eine rudimentäre Ausbildung in Rhetorik, Philosophie und Arithmetik, eignete sich aber autodidaktisch umfassende Kenntnisse der klassischen griechischen Literatur an. Vor allem Geometrie, Astronomie und Astrologie scheinen ihn hierbei interessiert zu haben. Er arbeitete zunächst als Privatgelehrter und vermittelte dabei seine gewonnenen Kenntnisse.
Durch einen Schüler Leons, der von den Arabern gefangen genommen wurde, wurde der Kalif Al-Ma'mūn auf die hervorragenden mathematischen Kenntnisse Leons aufmerksam. Der Kalif bot ihm daraufhin eine Stelle in Bagdad an. Daraufhin berief ihn Kaiser Theophilos an seinen Hof, wo Leon möglicherweise in den 830er Jahren zu den engeren Beratern des Kaisers zählte. Jedenfalls gab er öffentliche Unterweisungen und beaufsichtigte die Errichtung von Feuersignalstationen. 840 wurde Leon wohl aufgrund seiner guten politischen Verbindungen zum Erzbischof von Thessalonike ernannt, kehrte aber schon 843 wieder nach Konstantinopel zurück, möglicherweise im Zusammenhang mit dem Ende des Bilderstreits. Leon gab bis Mitte der 850er Jahre wieder Unterricht. Er wurde anschließend Rektor der neu gegründeten Hochschule im Magnaura-Palast, wo Geometrie, Arithmetik, Astronomie, Grammatik und Philosophie unterrichtet wurde. Er wird in den Quellen das letzte Mal 869 erwähnt.
Leon sammelte astronomische und mathematische Schriften und gab eine Ausgabe des Archimedes heraus, die fast alle dessen Schriften umfasste. Er kommentierte auch verschiedene Werke; so ist in einer Kopie von Euklids Elemente eine Anmerkung Leons vermerkt. Die erhaltenen wissenschaftlichen Schriften Leons sind astrologischer Art.
Ein Schüler Leons war Kyrill von Saloniki. In der Literatur wurde Leon der Mathematiker häufig mit Leon Magistros Choirosphaktes verwechselt, der nach 919 verstarb.